# Geevarghese Mar Coorilose
Cyryl (ur. 7 października 1949) – duchowny Malankarskiego Kościoła Ortodoksyjnego, od 1991 biskup Bombaju. Sakrę biskupią otrzymał 30 kwietnia 1991.